# بيرتينورو
بيرتينورو (بالإيطالية: Bertinoro)‏ هي بلدية في مقاطعة فورلي تشيزينا في إقليم إميليا رومانيا الإيطالي.

## السكان
في سنة 1861 بلغ عدد السكان 6٬467 نسمة، وتطور العدد ليصل في سنة 2011 لـ 10٬798 نسمة.
يظهر هذا المخطط البياني تطور النمو السكاني لـ بيرتينورو

## أعلام
- أرنالدو بامبيانكو